# Wesley Matthews
Wesley Matthews junior (* 14. Oktober 1986 in San Antonio, Texas) ist ein US-amerikanischer Basketballspieler, der in der NBA aktuell bei den Atlanta Hawks unter Vertrag steht. Sein Vater Wes Matthews war ebenfalls in der NBA aktiv.

## NBA-Karriere

### Utah Jazz (2009–2010)
Nachdem Matthews an der Marquette University College-Basketball gespielt hatte, wechselte er ins Profilager. Im NBA-Draft 2009 wurde Matthews jedoch von keinem Team ausgewählt. Dennoch wurde er von den Utah Jazz und Sacramento Kings zur NBA Summer League eingeladen. Matthews überzeugte und wurde von den Jazz unter Vertrag genommen. Nachdem die Jazz Ronnie Brewer weggeschickt hatte, rückte Matthews in die Startaufstellung auf. Sein erstes Jahr schloss er mit 9,4 Punkten pro Spiel ab.

### Portland Trail Blazers (2010–2015)
Nach der Saison wurde Matthews Restricted Free Agent. Nachdem er ein Vertragsangebot der Portland Trail Blazers annahm, hatten die Jazz eine Woche Zeit, um mit dem Angebot der Blazers gleichzuziehen und Matthews somit in Utah zu halten. Die Jazz gingen jedoch nicht auf das Angebot ein und Matthews wechselte nach Portland.
Durch eine schwere Verletzung von Starspieler Brandon Roy rückte Matthews in die Startaufstellung auf und etablierte sich hinter LaMarcus Aldridge zu einem der wichtigsten Spieler im Team. In seinem zweiten Jahr steigerte Matthews seine Punkteausbeute auf 15,9 Punkte pro Spiel.
NBA-Saison 2013/14 erzielte er mit 16,4 Punkte seine bislang beste Saison und erreichte mit den Blazers nach 2011 wieder die Playoffs.
Am 17. Januar 2015 verwandelte Matthews seinen 773 Dreipunktwurf und überholte damit Terry Porter, womit er der erfolgreichste Dreipunktschütze der Trail Blazers ist.
Am 5. März 2015 erlitt Matthews eine Achillesverletzung und fiel für den Rest der Saison aus. Bis dahin hatte er 59 Spiele für die Blazers absolviert, in denen er im Schnitt pro Spiel 16,1 Punkte erzielte.

### Dallas Mavericks (2015–2019)
Zur Saison 2015/16 wechselte Matthews zu den Dallas Mavericks.

### New York Knicks (2019)
Im Januar 2019 wurde Matthews zu den New York Knicks getauscht, sein Vertrag nach einer Woche allerdings bereits wieder aufgelöst.

### Indiana Pacers (2019)
Im Februar 2019 unterschrieb Matthews einen Vertrag bei den Indiana Pacers.

### Milwaukee Bucks (2019–2020)
Im Juli 2019 unterschrieb Matthews einen Vertrag bei den Milwaukee Bucks.

### Los Angeles Lakers (2020–2021)
Im November 2020 unterschrieb Matthews einen Vertrag bei den Los Angeles Lakers.

### Milwaukee Bucks (2021–2023)
Zur Saison 2021/22 kehrte Matthews zu den Milwaukee Bucks zurück.

### Milwaukee Bucks (seit 2023)
Zur Saison 2023/24 ging er zu den Atlanta Hawks.

## Karriere-Statistiken

### NBA

#### Reguläre Saison
| Saison  | Team                        | GP  | GS  | MPG  | FG % | 3P % | FT % | RPG | APG | SPG | BPG | PPG  |
| ------- | --------------------------- | --- | --- | ---- | ---- | ---- | ---- | --- | --- | --- | --- | ---- |
| 2009/10 | Utah                        | 82  | 48  | 24.7 | .483 | .382 | .829 | 2.3 | 1.5 | 0.8 | 0.2 | 9.4  |
| 2010/11 | Portland                    | 82  | 69  | 33.6 | .449 | .407 | .844 | 3.1 | 2.0 | 1.2 | 0.1 | 15.9 |
| 2011/12 | Portland                    | 66  | 53  | 33.8 | .412 | .383 | .860 | 3.4 | 1.7 | 1.5 | 0.2 | 13.7 |
| 2012/13 | Portland                    | 69  | 69  | 34.8 | .436 | .398 | .797 | 2.8 | 2.5 | 1.3 | 0.3 | 14.8 |
| 2013/14 | Portland                    | 82  | 82  | 34.0 | .441 | .393 | .837 | 3.5 | 2.4 | 1.3 | 0.3 | 16.4 |
| 2014/15 | Portland                    | 60  | 60  | 33.7 | .448 | .389 | .752 | 3.7 | 2.3 | 1.3 | 0.2 | 15.9 |
| 2015/16 | Dallas                      | 78  | 78  | 33.9 | .388 | .360 | .863 | 3.1 | 1.9 | 1.0 | 0.2 | 12.5 |
| 2016/17 | Dallas                      | 73  | 73  | 34.2 | .393 | .363 | .816 | 3.5 | 2.9 | 1.1 | 0.2 | 13.5 |
| 2017/18 | Dallas                      | 63  | 62  | 33.8 | .406 | .381 | .822 | 3.1 | 2.7 | 1.2 | 0.3 | 12.7 |
| 2018/19 | Dallas / New York / Indiana | 69  | 68  | 30.3 | .400 | .372 | .810 | 2.5 | 2.3 | 0.8 | 0.2 | 12.2 |
| 2019/20 | Milwaukee                   | 67  | 67  | 24.4 | .396 | .364 | .765 | 2.5 | 1.4 | 0.6 | 0.1 | 7.4  |
| 2020/21 | L.A. Lakers                 | 58  | 10  | 19.5 | .353 | .335 | .854 | 1.6 | 0.9 | 0.7 | 0.3 | 4.8  |
| 2021/22 | Milwaukee                   | 49  | 14  | 20.4 | .395 | .338 | .786 | 1.9 | 0.7 | 0.5 | 0.2 | 5.1  |
| 2022/23 | Milwaukee                   | 52  | 0   | 15.8 | .363 | .315 | .857 | 2.2 | 0.7 | 0.4 | 0.3 | 3.4  |
| 2023/24 | Atlanta                     | 36  | 3   | 11.5 | .351 | .348 | .750 | 1.5 | 0.6 | 0.4 | 0.3 | 3.1  |
| Gesamt  | Gesamt                      | 986 | 757 | 29.0 | .419 | .375 | .823 | 2.8 | 1.9 | 0.9 | 0.2 | 11.4 |

#### Play-offs
| Saison  | Team                        | GP | GS | MPG  | FG % | 3P % | FT %  | RPG | APG | SPG | BPG | PPG  |
| ------- | --------------------------- | -- | -- | ---- | ---- | ---- | ----- | --- | --- | --- | --- | ---- |
| 2009–10 | Utah                        | 10 | 10 | 37.1 | .386 | .357 | .813  | 4.4 | 1.7 | 1.8 | 0.5 | 13.2 |
| 2010–11 | Portland                    | 6  | 6  | 33.7 | .474 | .381 | .842  | 1.2 | 1.0 | 0.7 | 0.2 | 13.0 |
| 2013–14 | Portland                    | 11 | 11 | 38.7 | .412 | .324 | .813  | 3.8 | 1.3 | 1.3 | 0.5 | 14.5 |
| 2015–16 | Dallas                      | 5  | 5  | 34.6 | .333 | .286 | .789  | 3.6 | 1.2 | 1.2 | 0.0 | 13.0 |
| 2018–19 | Dallas / New York / Indiana | 4  | 4  | 29.8 | .300 | .333 | 1.000 | 2.5 | 2.0 | 0.8 | 0.3 | 7.0  |
| 2019–20 | Milwaukee                   | 10 | 10 | 24.6 | .421 | .395 | .700  | 1.8 | 0.9 | 0.9 | 0.4 | 7.2  |
| 2020–21 | L.A. Lakers                 | 6  | 1  | 18.3 | .303 | .280 | 1.000 | 1.7 | 0.3 | 0.3 | 0.0 | 5.5  |
| 2021–22 | Milwaukee                   | 12 | 12 | 28.7 | .391 | .400 | .667  | 3.1 | 1.2 | 0.8 | 0.3 | 6.2  |
| 2022–23 | Milwaukee                   | 2  | 0  | 20.6 | .444 | .571 | .000  | 1.5 | 0.5 | 1.0 | 0.5 | 6.0  |
| Gesamt  | Gesamt                      | 66 | 59 | 30.8 | .391 | .352 | .808  | 2.9 | 1.2 | 1.0 | 0.3 | 9.9  |